# 레만 익스프레스
레만 익스프레스(Léman Express)는 서부 스위스의 제네바 광역권과 프랑스 알프스(오트사부아 및 앵)의 국경을 초월한 집합체를 위한 통근 철도 네트워크이다. 6개의 노선이 230km의 철도를 따라 스위스와 프랑스 마을을 운행한다.
레만 익스프레스 시스템의 핵심은 오비브역과 제네바역을 연결하는 CEVA 철도 프로젝트이다. 이 노선은 주로 지하철로 2019년 12월 15일에 개통되었다. 레만 익스프레스는 제네바역에서 프랑스 도시인 에비앙, 토농, 안마스와 안시는 물론 아르브 계곡에서 생제르베-레뱅의 주거지까지 직행 서비스의 시작을 알렸다.

## 노선
레만 익스프레스는 매일 오전 5시부터 오전 12시 30분까지 운행하며, 금요일과 토요일 밤에는 코페와 안마스 사이에서 매시간 운행한다.
|    | 노선                                                             | 소요시간 |
| -- | ---------------------------------------------------------------- | -------- |
| L1 | 코페 ⥋ 안마스 / 토농레뱅 / 에비앙레뱅                            | 83분     |
| L2 | 코페 ⥋ 안마스 / 라로슈-수르-포롱 / 안시                          | 100분    |
| L3 | 코페 ⥋ 안마스 / 라로슈-수르-포롱 / 클류스 / 생제르베-레뱅-르파예 | 112분    |
| L4 | 코페 ⥋ 안마스                                                    | 46분     |
| L5 | 제네바 ⥋ 라플랑                                                  | 17분     |
| L6 | 제네바 ⥋ 벨그라데                                                | 35분     |

## 탑승객
2019년 12월 네트워크가 완성되면 내년 말까지 하루에 약 50,000명의 승객이 이용될 것으로 예상했다. 2020년 3월 초에는 
COVID-19 전염병과 관련 경제 및 여행 폐쇄로 승객수가 감소하기 전에 이미 하루 45,000명에 도달했다. 2020년 6월 기준으로 승객 수는 팬데믹 이전 승객 수의 약 50%로 회복되었으며, 2021년 10월까지 승객 수는 49,800명에 도달했다.

## 요금
레만 익스프레스는 두 국가 간의 국제 시스템이라 요금 체계가 복잡하다. 서비스가 시작될 때까지 국경을 넘는 집적체에는 Unireso라는 구역 기반 요금 시스템이 있었다. Zone 10, "Tout 제네바"는 모든 제네바주를 커버한다. 이 구역 내 운임은 여전히 Unireso  Zone 10 티켓 가격을 사용한다. 보주를 오가는 여행은 CFF 요금이 부과되며, 프랑스 전체 여행에는 TER 요금이 부과된다. 국경간 요금은 역 거리를 기준으로 특정 요금으로 계산되는 레만 패스 요금으로 부과된다. Unireso 구역 내의 모든 역은 동일한 요금이 부과되므로 안마스에서 Zone 10의 마지막 역인 퐁세아르까지 44분 이동은 안마스에서 쉔부르까지 7분 이동과 동일한 요금이 부과된다. 레만 익스프레스 네트워크가 아닌 안마스에서 제네바 공항까지의 여행이다. 안마스에서 코페까지와 같이 Zone 10 외부에서 Zone 10의 다른 쪽으로 이동하는 경우 전체 거리 기반 요금이 부과된다.

## 역사
CEVA 개통 이전에 제네바의 지역 철도는 두 개의 짧은 서비스로 구성되었다. 하나는 코페에서 주요 제네바 코르나방역까지 30분마다 운행되는 레기오이고, 다른 하나는 (2002년부터) 랑시퐁루즈역(현재는 L1 구간) -L4), 라플랑 (Dardagny)에서 제네바역(현재 L5 및 L6)까지 가는 론 익스프레스 레기오날('RER'로 약칭) 노선이다. RER 노선은 스위스 연방 철도 네트워크의 나머지 15,000V AC 전류와 달리 1,500V DC를 사용하여 전철화되기 때문에 필요한 로잔 지하철의 M1 라인에서 파생된 트램 열차를 사용했다. 벨그라데-수르-발세린 행 지역 열차(프랑스)는 2001년 12월 3일에 네트워크에 합류했다. 이후에 레만 익스프레스 시스템의 개발과 함께 이 라인은 표준 25kV AC 전철화(프랑스 철도의 대부분에서 사용됨)로 업그레이드되었다.
2008년 2월 8일, 스위스와 프랑스 철도는 RER 시스템의 철도 차량, 서비스 및 마케팅 개선 사항을 조사하기 위해 연구 및 마케팅 회사인 Transferis를 설립했다. 프랑스에 거주하고 제네바에서 일하는 통근자의 수가 증가함에 따라 연구는 기존의 짧은 RER 시스템뿐만 아니라 호수 남쪽의 오비브역에서 출발하는 노선에서도 필요했다.
새롭게 확장된 RER 네트워크는 에비앙, 생제르베 및 안시를 넘어서는 정기적인 간격으로 서비스를 제공하는 현재의 오비브에서 안마스까지, 코르나방에서 라플랑까지의 RER 노선은 벨그라데를 넘어서까지 확장되는 서비스를 제공하는 것이었다. 랑시(퐁루즈)에서 코르나방을 통해 코페까지 운행하는 지역 CFF 서비스. 연구 당시 서비스는 하루에 약 7,000명의 통근자를 수송했다. 개선된 네트워크를 통해 이 수는 35,000대 이상으로 증가하고 프랑스와 스위스 간의 자동차 여행을 최대 50,000회까지 줄일 수 있을 것으로 예상되었다.
이 계획 내에서 가장 큰 토목 공학 프로젝트는 코르나방에서 안마스까지의 CEVA 라인이었다. 두 역을 연결하는 것은 이미 1850년대에 제안되었으며 안마스에서 오비브까지의 예비 구간은 1888년에 완료되었다. 그러나 21세기까지 더 이상의 작업은 완료되지 않았다. 최종 프로젝트의 일환으로 라 프레이(랑시-퐁루즈)의 마샬링 야드를 오비브와 연결하는 터널이 건설되었으며 오비브와 안마스 19세기 라인은 복선으로 4년 동안 폐쇄되었다. 그리고 잘라서 덮었다.
계획의 일환으로 그리고 세 가지 전압이 필요한 RER 철도 차량을 피하기 위해 코르나방 – 라플랑 – 벨그라드는 2014년 여름에 25kV AC에서 재충전되었다. 이것은 표준 스위스 이중 전압(25kV AC 50Hz 및 15kV)을 허용할 뿐만 아니라 16⅔ Hz) EMU는 라인에서 작동하지만 TGV 작동 성능도 향상시킨다. (파리-제네바 TGV는 더 이상 1.5kV DC에서 작동할 필요가 없음)
제네바와 라플랑 사이의 프랑스 신호 및 열차 제어는 표준 스위스 장비로 대체되었으며, 포인트 모터는 갱신되었으며, 노선은 완전히 자동화되었다.
제네바에서 코페까지의 세 번째 선로는 북행 및 남행열차가 통과할 수 있는 샹베지(Chambésy) 및 Mies 역에 통과루프가 설치되어 시간당 4대의 열차가 운행할 수 있다. 통과 루프가 CEVA 터널 이전에 완료됨에 따라 레만 익스프레스가 전면적으로 시행되기 1년이 지난 2018년 12월 9일에 코페로의 분기별 서비스가 시작되었다.
2019년 12월 프로젝트가 완료되면 230km의 유럽에서 가장 큰 국경 간 지역 운송 네트워크가 된다.

### 론 익스프레스 레기오날
제네바 RER 또는 론 익스프레스 레기오날(Rhône Express Regional)은 전용 플랫폼 5와 라플랑(스위스 종점) 및 프랑스의 벨그라데-수르-발세린을 사용하여 스위스의 제네바역 사이를 운행하는 통근 철도 서비스이다. 리옹-제네바 철도의 일부를 형성한다. 이니셜이 파리 교외 철도 통근 네트워크 RER에 해당하는 것은 아마도 우연이 아닐 것이다. 이 서비스는 평일 각 방향으로 시간당 2회 운행되었으며 피크타임에는 벨그라데까지 추가로 시간당 운행되었다. 스위스 구간 내 요금은 제네바 전역 요금, 구역 11–17이 적용된다.
이 라인은 1500V DC에서 전기를 공급했으며 국경에서 제네바의 중앙 여객역과 라프레유 물품 보관소까지 SNCF 표준에 신호를 보냈다.
1995년에 "RER" 브랜드가 도입되기 전에 제네바 – 라플랑 서비스는 두 대의 악명 높은 BDe 4/4 II 철도 차량에 의해 운영되었다.
처음에 서비스는 Bem550 등급의 특수 제작된 2대의 객차 굴절식 철도 차량 5대로 운영되었다. 이것은 브베 테크놀로지(이전 Ateliers de Constructions Mécaniques de Vevey, ACMV)와 1994년 Asea Brown Boveri의 전기 장비로 건설되었다. 그들은 1.5kV DC 전선에서 작동했지만 도달할 수 있도록 디젤 엔진이 장착되었다. 워크샵.
서비스 빈도가 확장되었을 때 RIO 객차로 구성된 일부 열차는 BB25500 시리즈 로코스로 운반되었다. 이 다소 오래된 철도 차량은 점진적으로 슈타들러 FLIRT RABe 524 EMU로 대체되었다.
2010년 12월부터 2014년 6월까지 제네바 - 라플랑 서비스는 라플랑 너머로 운행하도록 인증되지 않은 슈타들러 FLIRT RABe 524 EMU 3대가 운영했으며 제네바-벨그라데 서비스는 Bem550에서 운영했다. RABe 524는 1.5kV DC에서도 작동할 수 있으므로 티치노 철도 네트워크에서 임시로 가져왔다. 이 세트는 제네바-라플랑 라인이 해당 전압을 사용할 수 없기 때문에 25kV AC로 재충전되었을 때 티치노로 돌아가 RABe 522 EMU로 교체되었다.